# Tapinesthis inermis
Tapinesthis inermis är en spindelart som först beskrevs av Simon 1882.  Tapinesthis inermis ingår i släktet Tapinesthis och familjen dansspindlar. Inga underarter finns listade i Catalogue of Life.